# Seminarkurs
Ein Seminarkurs ist eine sogenannte Besondere Lernleistung an allgemeinbildenden oder beruflichen Gymnasien. Er wurde im Schuljahr 1998/1999 in Baden-Württemberg eingeführt und muss von allen Gymnasien zumindest angeboten werden.

## Ablauf
In der Regel dauert der Kurs, beginnend im ersten Halbjahr der Kursstufe (auch 11.1 im G8 bzw. 12.1 im G9 genannt), ein Schuljahr lang und endet damit zum Ende des Schuljahres. Mit drei Schulstunden pro Woche (3x45 Minuten) fällt er in den sogenannten Wahlbereich und ist eine freiwillige Zusatzleistung. Je nach Anrechnungsvariante kann er einem der drei Aufgabenfelder zugeordnet werden. Geschult werden verschiedene Methoden (Teamarbeit, Präsentation, Projektplanung u. ä.) und das wissenschaftliche Erarbeiten eines Themenschwerpunktes. Die Bewertung des Kurses setzt sich aus drei Bestandteilen zusammen: Unterrichtsnote, Dokumentation (schriftliche Ausarbeitung) und Kolloquium (meist öffentliche Präsentation mit anschließender Befragung). Der Kurs läuft unter einem grob umrissenen Thema, welches normalerweise mit von den Schülern bestimmt wird, und gliedert sich dann in verschiedene spezifische Themenblöcke auf, die von einzelnen Schülern oder Schülergruppen unter Anleitung und mit Hilfe von den kursleitenden Lehrern bearbeitet werden.

## Aufgabenfelder und Themenbeispiele
Alle Schulfächer (außer Sport) können einem der folgenden drei Aufgabenfelder zugeordnet werden:
- Aufgabenfeld I: sprachlich-literarisch-künstlerisch (Deutsch, Englisch, Französisch, Latein, Spanisch und andere Sprachen sowie Musik und Bildende Kunst)

- Aufgabenfeld II: gesellschaftswissenschaftlich (Geschichte, Geographie, Gemeinschaftskunde, Wirtschaft, Religionslehre/Ethik)

- Aufgabenfeld III: mathematisch-naturwissenschaftlich-technisch (Mathematik, Physik, Biologie, Chemie, Informatik, NwT)

Ein Thema, das je nach Vertiefung auf verschiedene Aufgabenfelder übertragen werden kann, wäre zum Beispiel Naher Osten.
Hier können sowohl gesellschaftswissenschaftliche als auch naturwissenschaftliche Aspekte untersucht werden (z. B. Erdöl, Stellung der Frau u. a.). Andere Beispiele für fächerübergreifende Themen wären Straßen der Welt, Ernährung, Rechtsextremismus, Amerika oder regenerative Energien.

## Berechnung der Gesamtnote
Die Gesamtnote setzt sich gleichwertig aus den Einzelnoten beider Halbjahre, dem Kolloquium und der Dokumentation zusammen.

## Anrechnungsmöglichkeiten
Der Seminarkurs (oder die besondere Lernleistung im Allgemeinen) kann auf verschiedene Arten in das Abitur eingerechnet werden:
- Er kann eine mündliche Abiturprüfung (fünftes Prüfungsfach) im Abitur der allgemeinen Gymnasien ersetzen, wobei die Gesamtnote wie die mündliche Abiturprüfung in vierfacher Wertung in den Block II (Abiturprüfung) einberechnet wird.[2]

- Er kann die mündliche Abiturprüfung oder das 4. Prüfungsfach der schriftlichen Prüfung im Abitur der beruflichen Gymnasien ersetzen[3]
- Er kann in zweifacher Wertung im Block I (Kursnoten aus den vier Halbjahren) einberechnet werden.[4]